# Walter Clark
Walter Clark Bueno (São Paulo, 14 de julho de 1936 — Rio de Janeiro, 24 de março de 1997) foi um produtor e executivo da televisão brasileira, sendo o de maior referência em sua época, quando funcionário da TV Globo.

## Carreira

### Começo na televisão
Walter Clark Bueno e sua irmã mais nova, Lilian Clark Bueno, eram filhos de Milton Nascimento Bueno, técnico em eletrônica, e de Lúcia Clark, dona de casa descendente de norte-americanos. A família morava em São Paulo, mas, quando Walter tinha seis anos, se mudou para o Rio de Janeiro. Com 16 de idade, começou a trabalhar na Rádio Tamoio, de Assis Chateaubriand, como auxiliar e secretário do radialista Luís Quirino. Mais tarde, foi contratado pela agência Interamericana e passou a trabalhar em publicidade.
Em setembro de 1956, contratado pela TV Rio para o cargo de assessor comercial, iniciou sua carreira na televisão. Desempenhou diversas funções chegando ao cargo de principal executivo da antiga emissora, de onde só saiu quase dez anos mais tarde, em dezembro de 1965, para assumir a direção da TV Globo.

### TV Globo
Contratado por Roberto Marinho, tornou-se primeiro diretor-executivo, depois diretor-geral da TV Globo com o objetivo de reestruturar o setor comercial e, sobretudo, reformular a programação. A TV Globo havia sido inaugurada oito meses antes, em abril de 1965. Até aquele momento, a emissora apresentava modestos pontos de audiência no Rio de Janeiro, ficando atrás da própria TV Rio, da TV Excelsior e da TV Tupi.
Já em fevereiro de 1966, foi iniciada a virada da TV Globo. Por determinação dele, a emissora interrompeu sua programação durante três dias para realizar a cobertura completa das enchentes que então atingiram a cidade do Rio de Janeiro. Graças a uma campanha de assistência à população desabrigada, batizada SOS Globo, a TV Globo, que já vinha apresentando sensíveis melhoras nos seus índices de audiência, ganhou definitivamente a simpatia do público carioca.
Em março de 1967, foi o responsável pela contratação de José Bonifácio de Oliveira Sobrinho, o Boni, para o cargo de superintendente de produção e programação. Eles já haviam trabalhado juntos na TV Rio. Boni o ajudaria a implantar o modelo de programação que levou a TV Globo ao posto de líder de audiência no país e, juntos, trouxeram para a emissora a noção de continuidade.
Foram deles a ideia de levar ao ar um programa jornalístico intercalado entre duas novelas, na faixa de programação considerada o horário nobre, o Jornal Nacional, que foi idealizado por Armando Nogueira, também convidado por Walter para ir para a TV Globo e que se tornou diretor de jornalismo após um mês na emissora.

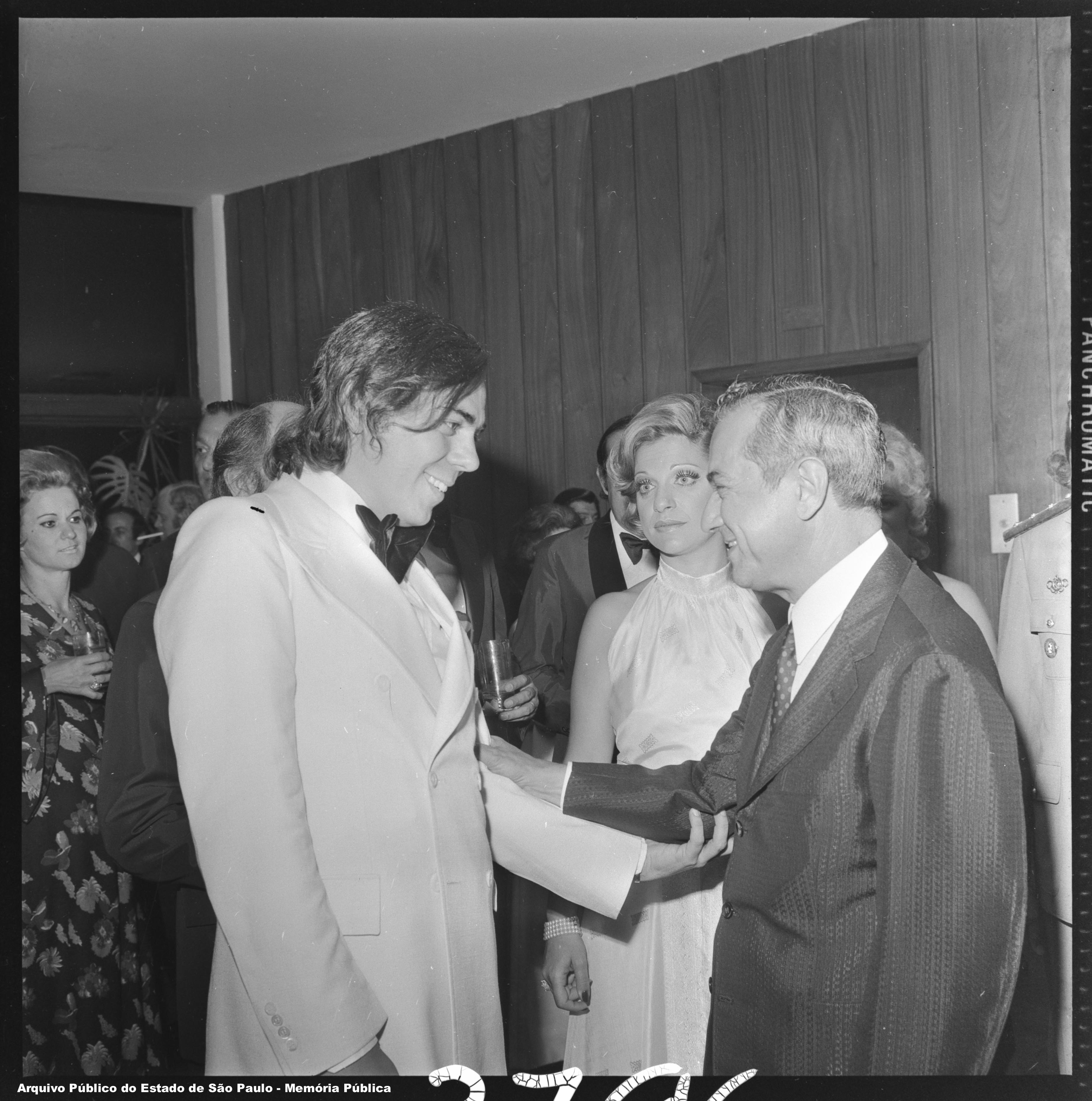
O governador de São Paulo Laudo Natel cumprimenta Clark pelo prêmio de "Homem de Vendas do Ano de 1973".

Também foi obra dos executivos a estruturação do núcleo de novelas da TV Globo e a criação de diversos programas de grande sucesso, como o "Fantástico", em 1973, e o "Globo Repórter", também em 1973, entre outros.
Walter privilegiou, ainda, a linha de shows da emissora, valorizando eventos como o "Festival Internacional da Canção" (1967), cujas edições eram transmitidas ao vivo do ginásio do Maracanãzinho, no Rio de Janeiro, e criando programas como o "Globo de Ouro" (1972), baseado em "Astros do Disco", um antigo sucesso da TV Rio.

### Saída da TV Globo
Deixou a TV Globo em maio de 1977 após a intervenção direta de Roberto Marinho, a época diretor-presidente das Organizações Globo e responsável pela contratação de Walter Clark.
O salário mensal de Walter foi estimado à época em 1,5 milhão de cruzeiros e, após sua saída, iniciou-se uma disputa interna entre José Ulises Arce (superintendente de Comercialização), Joseph Wallach (superintendente de Administração) e José Bonifácio de Oliveira Sobrinho, o Boni, que chefiava três setores vitais (Programação, Produção e Engenharia) para ocupar seu cargo na direção-geral da emissora.
Depois que a emissora passou a funcionar e atingiu uma posição de liderança, tornou-se uma figura quase decorativa, atuando como relações públicas da empresa, fazendo apenas política. Se por um lado essa situação desagradava Clark, por outro lhe permitia um alto padrão de vida: adquiriu carros importados (um Mercedes-Benz e uma Ferrari); uma cobertura duplex na lagoa Rodrigo de Freitas (com 1 200 metros quadrados); uma lancha de 37 pés ("Cinderela"  - que era considerada um imóvel, não um barco); uma casa em Angra dos Reis, com praia particular; outra casa em Itaipava. Em seu apartamento, encontravam-se móveis coloniais, poltronas modernas, porcelana chinesa, pequenas esculturas egípcias em ferro, estátuas de budas autênticos, bichos javaneses, tapetes persas, elefantes em louça da Índia. Nas paredes, quadros de Manabu Mabe, Di Cavalcanti, Tarsila do Amaral, Cândido Portinari, João Câmara Filho, Djanira da Motta e Silva, além de quatro reproduções de Victor Vasarely assinadas.
O momento político do país, entretanto, exigia austeridade e os jornais estavam atentos com os gastos do governo com as mordomias. Esse fato, somado às constantes notícias de sua presença nos mais caros restaurantes e boates, desagradava Roberto Marinho, já incomodado com o prestígio e a popularidade de Clark, que, por seu trabalho tinha seu nome mais ligado à Rede Globo do que o próprio proprietário.
Por esses e outros fatos (e algum folclore), nos seis meses anteriores a saída, tanto Marinho quanto Clark já sabiam que o relacionamento profissional entre eles caminhava para um desenlace, oficializado na tarde do sábado, 28 de maio, por duas cartas com elogios mútuos, uma assinada por Clark e outra por Marinho — e, comentava-se, escritas por uma mesma pessoa, Otto Lara Resende, também diretor da Globo.
Pedi para sair e, afinal, o Roberto concordou. Essa decisão já vinha sendo amadurecida há cerca de um ano. Nos últimos meses, os entendimentos começaram a ser estabelecidos no sentido de se estudar uma maneira pela qual eu pudesse ser dispensado da Globo. Finalmente agora tudo terminou da forma mais elegante possível para todos os lados, sem ressentimentos, sem rancores.— Walter Clark em entrevista a Zuenir Ventura, então chefe da redação de Veja, ao ser questionado se pediu demissão ou foi demitido e o porque da saída.

### Carreira no cinema
Afastado da televisão, teve uma breve carreira como produtor de cinema, produzindo alguns clássicos como "Bye Bye Brasil" (1979), de Cacá Diegues, e "Eu Te Amo" (1980), de Arnaldo Jabor, cujas sequências foram filmadas no interior do apartamento do próprio Walter Clark. Também tiveram sua produção — em associação com Luiz Carlos Barreto — os filmes "A Estrela Sobe" (1974), de Bruno Barreto, "Guerra Conjugal" (1975), de Joaquim Pedro de Andrade, e "O Crime do Zé Bigorna" (1977), de Anselmo Duarte e Lauro César Muniz.

### Volta à televisão
Voltou a trabalhar na televisão, em 1981, como diretor-geral da Rede Bandeirantes, cargo que ocuparia até o ano seguinte. Em 1988, trabalhou novamente na TV Rio, e escreveu — com o jornalista Gabriel Priolli — sua autobiografia, "O Campeão de Audiência", publicada em 1991. Entre 1991 e 1992, presidiu a Fundação Roquete Pinto, depois de ter sido vice-presidente do Clube de Regatas do Flamengo.

## Morte
Morreu na madrugada de 24 de março de 1997 no seu apartamento que ficava na Lagoa, zona sul do Rio de Janeiro.
O corpo do empresário foi encontrado por volta das 9 horas da manhã pelos empregados, que estranharam o fato de ele não ter pedido os jornais, como fazia todos os dias. Como ninguém respondeu, após os empregados bateram na porta do quarto, eles a arrombaram e encontraram o corpo do empresário na cama. Os bombeiros foram acionados e estes acionaram a Polícia Militar que aguardaram os peritos da Polícia Civil até o meio-dia, mas esta presença foi dispensada com a chegada do médico particular de Clark, o clínico geral Tanus Someson Tauk.
O médico assinou o atestado de óbito, indicando que a morte ocorreu, provavelmente, por volta das três horas da madrugada, enquanto Walter dormia. Segundo o laudo, a causa da morte foi insuficiência cardíaca e respiratória. O estado de saúde dele era bem delicado, em função da hipertensão arterial que tinha sido detectada havia quatro anos. Seu corpo foi sepultado no Cemitério de São João Batista, na capital fluminense.
Walter Clark teve grande participação na primeira década de crescimento da TV Globo. Sua criatividade e sua sensibilidade contribuíram bastante para o êxito então alcançado, pois ocupou posição de decisiva relevância na empresa. É uma lástima que desapareça tão prematuramente e todos nós, antigos companheiros, muito deploramos a sua morte.— Roberto Marinho sobre a morte de Walter Clark
Walter Clark foi um extraordinário profissional. Foi meu grande parceiro no sonho de fazer uma televisão brasileira de qualidade. Tentamos juntos na TV Rio. Eu tentei com o apoio de Cassiano Gabus Mendes no telecentro da TV Tupi. Depois o Walter me convidou para uma nova tentativa. Foi o Walter que me trouxe para a Globo. Com o Walter, o Joe Wallach e um grupo de excelentes profissionais conseguimos realizar boa parte do nosso objetivo. Sempre tive admiração pela capacidade do Walter em perceber o futuro da televisão como uma realidade muito próxima e correr para atingi-lo rapidamente.— José Bonifácio de Oliveira Sobrinho, ao comentar a morte de Walter Clark
Clark teve cinco filhos: Flávia (com Vânia Rocha, Flávia faleceu em 1977 vítima de asfixia causada por vazamento de gás), Luciana (com Ilka Soares), Eduarda (com Maria do Rosário Nascimento e Silva), Fernando (com Fernanda Bruni), e Amanda (com Rossana Uva).

## Filmografia
Essa foi a carreira como produtor de cinema:
| Ano  | Filme                 | Função             | Notas e premiações |
| ---- | --------------------- | ------------------ | ------------------ |
| 1974 | A Estrela Sobe        | Produtor           |                    |
| 1975 | Guerra Conjugal       | Produtor associado |                    |
| 1977 | O Crime do Zé Bigorna | Produtor associado |                    |
| 1979 | Bye Bye Brasil        | Produtor associado |                    |
| 1979 | Amor Bandido          | Produtor           |                    |
| 1981 | Eu Te Amo             | Produtor           |                    |